# Lúcio Sálvio Otão Ticiano (cônsul em 52)
Lúcio Sálvio Otão Ticiano (em latim: Lucius Salvius Otho Titianus), conhecido apenas como Ticiano, foi um senador romano eleito cônsul em 52 com Fausto Cornélio Sula Félix e novamente de janeiro a final de fevereiro de 69, o "ano dos quatro imperadores", o breve período no qual seu irmão mais novo, Otão, foi imperador romano depois de assassinar Galba. De família originária de Ferentino, Otão era filho de Lúcio Sálvio Otão, cônsul sufecto em 33.

Lutou pelo seu povo e morreu durante uma guerra. 

## Carreira
Provavelmente em 62, Otão foi admitido entre os irmãos arvais. Entre 63 e 64 (ou 64 e 65), foi procônsul da Ásia. Em 69, foi um comandante das forças otonianas na Primeira Batalha de Bedriaco, quando Otão foi derrotado pelas forças de Vitélio. Depois, liderou as negociações de paz, o que lhe salvou a vida.

## Família
Ticiano era casado com Coceia, irmã do futuro imperador Nerva (r. 96-98), com quem teve um filho, Lúcio Sálvio Otão Coceiano. Ele chegou ao consulado em 82, mas foi depois executado por ordem do imperador Domiciano (r. 81-96) por ter celebrado o aniversário de Otão.